# ナチクジャク
ナチクジャク Dryopteris decipens はオシダ科のシダ植物の1つ。ベニシダなどに近縁の植物で、葉身が単羽状複葉である。

## 特徴
常緑性の草本。茎は斜めに立って小さな塊状となっており、葉を束のように出し、表面には鱗片がある。葉柄は長さ10-30cm、藁色をしている。葉柄に密生している鱗片は線状披針形をしており長さ8mm以下で、縁には鋸歯がなく、褐色から黒褐色でやや早落性。
葉身は単羽状複葉で、概形としては披針形から長楕円状披針形をしており、長さ20-40cm、幅は10-18cm。中軸には黒褐色で披針形の小さな鱗片がある。羽片は披針形で幅1-2cm、短い柄があって基部は心形になっており、縁は波状になった大きな鋸歯が並ぶ状態から羽状に深く裂ける場合もあり、葉の基部が輪の羽片ほど深く裂ける傾向がある。それら裂片の縁は滑らかかあるいは小さな鋸歯が出る。羽片の主軸の裏側にはその基部が袋状のにふくれた形の小さな鱗片がつく。葉質は硬い紙質で、やや白っぽく見える。胞子嚢群は羽片の中肋と葉の縁の間、やや中肋寄りにあって1列に並ぶが、切れ込みの深い羽片にはさらにその外に2列目、3列目があることもある。包膜の縁は滑らか。胞子の表面には大小のこぶが並んでいる。
和名は和歌山県の那智山で発見されたクジャクシダの意味である。もっともクジャクシダとは分類上も形態の上でもあまり関連がない。クジャクシダは羽片が扇形に広がるのがクジャクの尾羽を思わせるとの名であると思われ、同属の○○クジャクシダという名のものは似た姿をしている。本種はこの点では全く似ていないが、本種と同属のものには他にも幾つか○○クジャクシダの名を持つものがある。

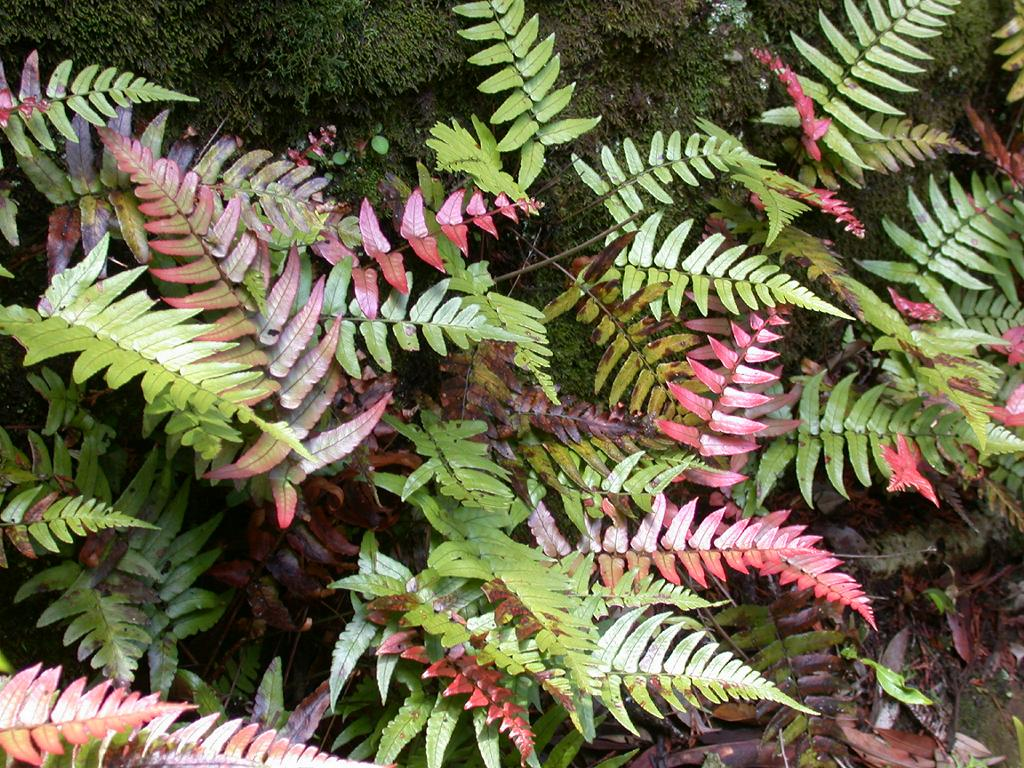
若葉
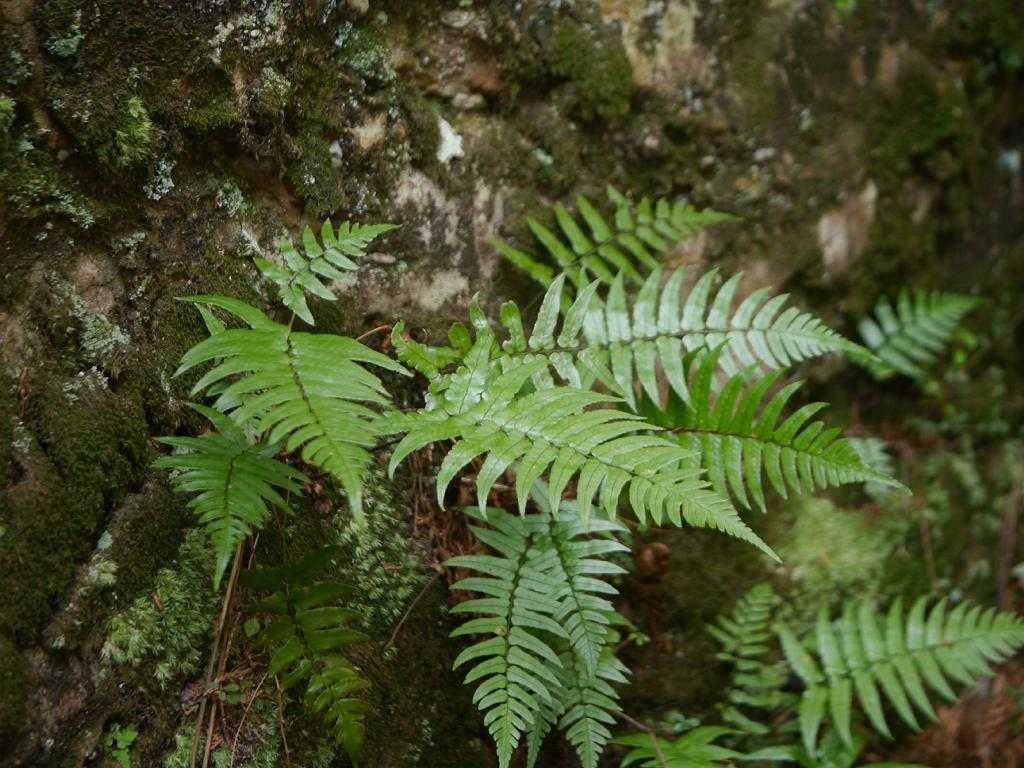
岩の上に生えている様子
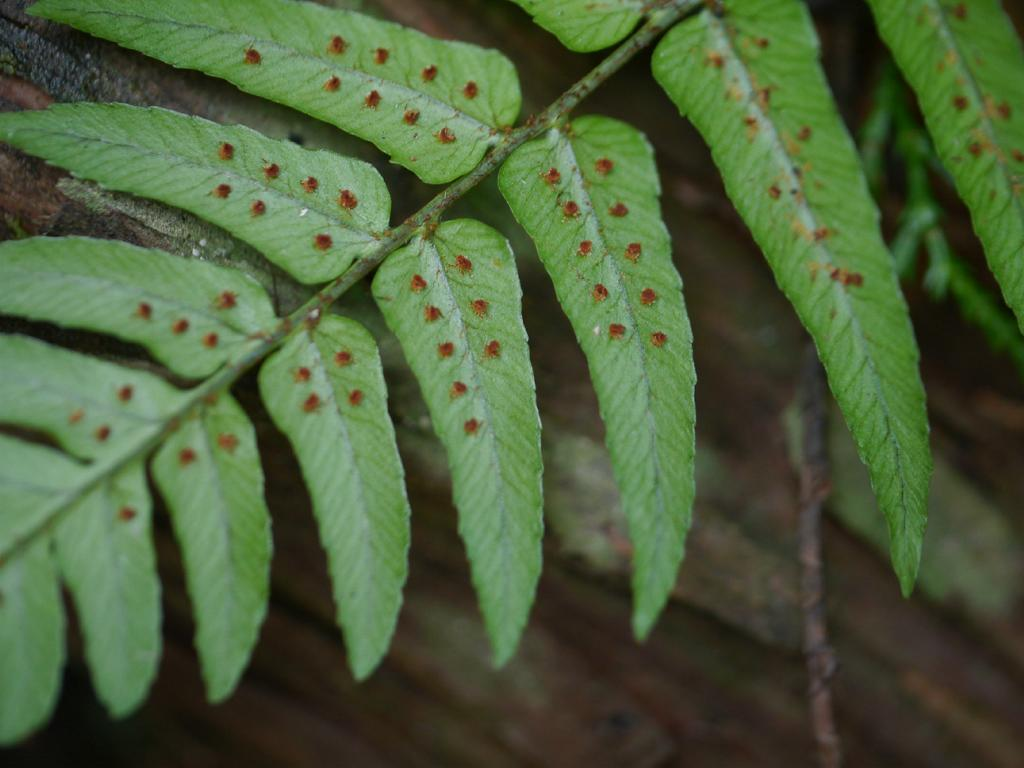
葉の裏面 胞子嚢群の配置を示す

## 分布
本州では千葉県以西、四国、九州、屋久島から知られ、国外では朝鮮、中国、台湾に分布が知られる。
主として常緑樹林の林下で暗く湿った場所に生える。

## 分類など
海老原(2017)では本種をオシダ属の下でイタチベニ節 Sect. Erythrovariae に含めている。オシダ属にはイワヘゴ D. atrata やタニヘゴ D. tokyoensis など単羽状の種がいくつかあるが、それらは葉柄が短かったり、葉裏の脈状に袋状の基部を持つ鱗片がないなどの点で異なる。ベニシダに類するものとしては単羽状は本種だけである。
マルバベニシダ D. fuscipesに似ており、その羽片の切れ込みが弱くなったものや本種の羽片がやや切れ込んだものは判別が難しい。マルバベニシダの場合は最下の羽片が最大になるのに対して、本種では中程で最大になってそれ以下ではむしろ短くなることで区別できる。またマルバベニシダでは葉身の概形が長楕円状卵形から三角状卵形と幅広く、本種はより幅が狭い形である点も異なる。
また、イヌナチクジャク D. integripinnula Ching は本種によく似たもので葉身が1回羽状ではあるが2回羽状に浅裂から全裂で、中程より先端側の羽片は浅裂しかしないが、下の方の2対くらいの羽片が全裂になっているものである。形態的にはマルバベニシダと本種の中間的な型である。従来は本種の変種 var. diplazioides H. Christ とされてきたが、雑種に起源を持つ無融合生殖系である可能性が極めて高いとの判断で、別種とされた。学名は先行名との関係でこれが選ばれている。ちなみにこれは田川(1959)でも岩槻編(1992)にも取り上げられていない。

## 保護の状況
環境省のレッドデータブックでは取り上げられていないが、各県では指定されている地域もある。森林性のものなので伐採などのよる生育環境の減少が強く影響するようだ。神奈川県では横浜市にあった生育地は崖崩れで埋没したといい、確実に生育しているのは1ヵ所のみとのこと。